# Сёла, включённые в состав других населённых пунктов (Симферопольский район)
За историю Симферопольского района было ликвидировано множество сёл, многие из которых были слиты с соседними, иногда более крупными, а иногда «волевым» решением, с целью создания крупных сельхозцентров. Большинство сёл были присоединены в период с 1954 по 1968 годы, в других случаях даты оговариваются отдельно. Переименование большинства сёл произведено указом Президиума Верховного Совета РСФСР от 18 мая 1948 года.
| Сёла, включённые в состав других населённых пунктов (Симферопольский район) | Сёла, включённые в состав других населённых пунктов (Симферопольский район) | Сёла, включённые в состав других населённых пунктов (Симферопольский район) | Сёла, включённые в состав других населённых пунктов (Симферопольский район) | Сёла, включённые в состав других населённых пунктов (Симферопольский район) |
| Село                                                                        | К кому присоединено                                                         | Старое название                                                             | Годы включения                                                              |                                                                             |
| --------------------------------------------------------------------------- | --------------------------------------------------------------------------- | --------------------------------------------------------------------------- | --------------------------------------------------------------------------- | --------------------------------------------------------------------------- |
| Алексе́евка                                                                  | Новоандреевка                                                               | —                                                                           | с 1954 по 1968 годы                                                         |                                                                             |
| Роднико́вка                                                                  | Заречное                                                                    | до 1948 г. Ая́н                                                              | —                                                                           |                                                                             |
| Ба́лки                                                                       | Доброе                                                                      | до 1948 г. Будке́                                                            | 8 сентября 1958 года                                                        |                                                                             |
| Бара́ки                                                                      | Урожайное                                                                   | до 1948 г. Бара́к-Эли́                                                        | с 1954 по 1968 годы                                                         |                                                                             |
| Беш-Тере́к                                                                   | Новая Мазанка                                                               | —                                                                           | 1948 год                                                                    |                                                                             |
| Богда́новка                                                                  | Мирное                                                                      | —                                                                           | с 1954 по 1968 годы                                                         |                                                                             |
| Ве́рхние Партиза́ны                                                           | Партизанское                                                                | до 1948 г. Ве́рхние Саблы́                                                    | 8 сентября 1958 года                                                        |                                                                             |
| Ве́рхние Фонта́ны                                                             | Фонтаны                                                                     | до 1948 г. Ягмурцы Верхние                                                  | 8 сентября 1958 года                                                        |                                                                             |
| Ве́рхняя Стро́гоновка                                                         | Строгоновка                                                                 | —                                                                           | 8 сентября 1958 года                                                        |                                                                             |
| Глубо́кое                                                                    | Ивановка                                                                    | до 1948 г. Теренаи́р                                                         | 8 сентября 1958 года                                                        |                                                                             |
| Го́рки                                                                       | Пионерское                                                                  | до 1948 г. Кильбуру́н                                                        | 8 сентября 1958 года                                                        |                                                                             |
| Двука́менка                                                                  | Краснолесье                                                                 | до 1948 г. Эки́-Таш                                                          | с 1954 по 1968 годы                                                         |                                                                             |
| Де́тское                                                                     | Пионерское                                                                  | до 1948 г. Джолманчи́к                                                       | 8 сентября 1958 года                                                        |                                                                             |
| Заго́рское                                                                   | Урожайное                                                                   | до 1945 г. Ана́-Эли́                                                          | с 1954 по 1968 годы                                                         |                                                                             |
| Запове́дное                                                                  | Краснолесье                                                                 | до 1948 г. Пайляры́                                                          | с 1954 по 1968 годы                                                         |                                                                             |
| И́скра                                                                       | Первомайское                                                                | до 1948 г. Теге́ш                                                            | с 1954 по 1968 годы                                                         |                                                                             |
| Ка́дрово                                                                     | Укромное                                                                    | до 1948 г. Сара́буз Тата́рский                                                | 8 сентября 1958 года                                                        |                                                                             |
| Кали́нино                                                                    | Первомайское                                                                | —                                                                           | с 1954 по 1968 годы                                                         |                                                                             |
| Каменка                                                                     | Новоандреевка                                                               | —                                                                           | с 1954 по 1960 годы                                                         |                                                                             |
| Каховское                                                                   | Мирное                                                                      | Сарайлы-Кият                                                                | с 1960 по 1968 годы                                                         |                                                                             |
| Камышево                                                                    | Доброе                                                                      | до 1948 г. Камы́ш-Кура́                                                       | 8 сентября 1958 года                                                        |                                                                             |
| Кра́сный Крым                                                                | Донское                                                                     | Кирк                                                                        | с 1968 по 1977 годы                                                         |                                                                             |
| Лазу́рное                                                                    | Винницкое                                                                   | Эльза́с                                                                      | с 1954 по 1968 годы                                                         |                                                                             |
| Ма́рьевка                                                                    | Новоандреевка                                                               | до 1948 г. Челле́                                                            | с 1954 по 1968 годы                                                         |                                                                             |
| Марья́новка                                                                  | Доброе                                                                      | —                                                                           | 8 сентября 1958 года                                                        |                                                                             |
| Моне́тное                                                                    | Пионерское                                                                  | до 1948 г. Эски́-Сара́й                                                       | 8 сентября 1958 года                                                        |                                                                             |
| Ни́жняя Стро́гоновка                                                          | Строгоновка                                                                 | —                                                                           | с 1954 по 1968 годы                                                         |                                                                             |
| Но́вая Ма́занка                                                               | Донское                                                                     | —                                                                           | с 1954 по 1968 годы                                                         |                                                                             |
| Ново-Алекса́ндровка                                                          | Софиевка                                                                    | —                                                                           | с 1968 по 1977 годы                                                         |                                                                             |
| Новоива́новка                                                                | Денисовка                                                                   | до 1945 г. Вейрат                                                           | с 1954 по 1968 годы                                                         |                                                                             |
| Пантеле́евка                                                                 | Мазанка                                                                     | —                                                                           | с 1954 по 1968 годы                                                         |                                                                             |
| Поля́рник                                                                    | Краснолесье                                                                 | до 1948 г. Терскунда                                                        | с 1954 по 1968 годы                                                         |                                                                             |
| Пятиха́тка                                                                   | Доброе                                                                      | —                                                                           | 8 сентября 1958 года                                                        |                                                                             |
| Раздо́льное                                                                  | Гвардейское                                                                 | до 1948 г. Шуну́к                                                            | с 1954 по 1968 годы                                                         |                                                                             |
| Роднико́вка                                                                  | Заречное                                                                    | —                                                                           | с 1954 по 1968 годы                                                         |                                                                             |
| Рассве́т                                                                     | Красная Зорька                                                              | —                                                                           | с 1968 по 1977 годы                                                         |                                                                             |
| Свердло́во                                                                   | Урожайное                                                                   | до 1948 г. Муса́-Аджи́-Эли́                                                    | с 1954 по 1968 годы                                                         |                                                                             |
| Сенно́е                                                                      | Чайковское                                                                  | до 1948 г. Тырки́                                                            | с 1954 по 1968 годы                                                         |                                                                             |
| Со́лнечное                                                                   | Пожарское                                                                   | до 1948 г. Кумбет-Эли                                                       | с 1954 по 1968 годы                                                         |                                                                             |
| Соловьёвка                                                                  | Укромное                                                                    | до 1948 г. Ру́сский Сара́буз                                                  | с 1954 по 1968 годы                                                         |                                                                             |
| Соро́кино                                                                    | Перевальное                                                                 | до 1948 г. Чавке́                                                            | с 1954 по 1968 годы                                                         |                                                                             |
| Сосно́вка                                                                    | Равнополье                                                                  | до 1948 г. Джавджурек                                                       | с 1954 по 1968 годы                                                         |                                                                             |
| Спат                                                                        | Гвардейское                                                                 | —                                                                           | 18 мая 1948 года                                                            |                                                                             |
| Спиридо́новка                                                                | Мазанка                                                                     | —                                                                           | с 1968 по 1977 годы                                                         |                                                                             |
| Сре́дняя Стро́гоновка                                                         | Строгоновка                                                                 | —                                                                           | с 1954 по 1968 годы                                                         |                                                                             |
| Ставки́                                                                      | Родниково                                                                   | до 1948 г. Тобе́-Чокра́к                                                      | с 1954 по 1968 годы                                                         |                                                                             |
| Тюбе́й                                                                       | Сухоре́чье                                                                   | —                                                                           | до 1915 года                                                                |                                                                             |
| Ушако́во                                                                     | Весёлое                                                                     | —                                                                           | с 1954 по 1968 годы                                                         |                                                                             |
| Чоку́р-Эли́                                                                   | Юрьевка                                                                     | —                                                                           | 1948 год                                                                    |                                                                             |

- Белгра́д (до 1948 года Болград) — включено в состав Укромного в период с 1954 по 1968 годы[6]
- Ближнее (до 1948 года Аликой) — включено в состав Родниково 8 сентября 1958 года[7]
- Джебанак русский — встречается только в указе о переименовании населенных пунктов Крымской области, которым объединено с Родниково[8]
- Сосновка — на 1960 год числилось в составе Добровского сельского совета[9], к 1968 году включено в состав Привольного[6]